# Guerra dos Chimpanzés de Gombe
A Guerra dos Chimpanzés de Gombe, também conhecida como Guerra dos Quatro Anos, foi um conflito violento entre duas comunidades de chimpanzés no Parque Nacional de Gombe Stream, na Tanzânia, que durou de 1974 a 1978, observado por Jane Goodall. Os dois grupos já foram um grupo único na comunidade Kasakela. Em 1974, a pesquisadora Jane Goodall percebeu a fragmentação da comunidade. Em um período de oito meses, um grande grupo de chimpanzés se separou na área sul de Kasakela e foi renomeado como comunidade Kahama. Os separatistas consistiam em seis machos adultos, três fêmeas adultas e seus filhotes. A comunidade Kasakela ficou com oito machos adultos, doze fêmeas adultas e seus filhotes.
Durante o conflito de quatro anos, todos os machos da comunidade Kahama foram mortos, dissolvendo efetivamente a comunidade. A comunidade vitoriosa Kasakela então se expandiu para outro território, mas foi mais tarde repelida por outra comunidade de chimpanzés.

## Antecedentes
Antes da guerra de quatro anos, o Parque Nacional de Gombe era conhecido como Gombe Stream Research Center até se tornar um parque nacional. O parque está localizado na região inferior do Vale Kakombe, e é conhecido por suas oportunidades de pesquisa de primatas aproveitadas pela pesquisadora Jane Goodall, que atuou como diretora do Gombe Stream Research Center. O local em si é composto de encostas íngremes de floresta aberta, elevando-se acima de vales de riachos exuberantes com floresta ribeirinha. Os chimpanzés percorriam essas colinas em comunidades territoriais, que os dividiam em grupos de um a 40 membros. O termo Kasakela se refere a uma das três áreas de pesquisa no vale central, com Kasakela no norte, Kakombe e Mkenke no sul. A evidência de territorialismo foi documentada pela primeira vez quando Goodall seguiu os chimpanzés em suas situações de alimentação, observando seu comportamento territorial agressivo, mas ela não previu que o conflito aconteceria.
Após a secessão da comunidade Kasakela, a comunidade recém-formada de Kahama foi liderada pela dupla de chimpanzés irmãos Hugh e Charlie, com os outros machos sendo Godi, De, Golias e o jovem Sniff. Os machos da comunidade Kasakela consistiam em Figan, Satan, Sherry, Evered, Rodolf, Jomeo e Humphrey.

## Guerra
O primeiro sangue foi tirado pela comunidade Kasakela em 7 de janeiro de 1974, quando um grupo de seis machos adultos, formado por Humphrey, Figan, Jomeo, Sherry, Evered e Rodolf, emboscaram o isolado Godi Kahama enquanto ele se alimentava em uma árvore. Esta foi a primeira vez que um dos chimpanzés foi visto matando deliberadamente outro chimpanzé. Após matar Godi, os chimpanzés vitoriosos comemoraram ruidosamente, jogando e arrastando galhos com pios e gritos.
Depois da morte do chimpanzé Godi, os chimpanzés De e Hugh foram exterminados. Posteriormente, o idoso Golias foi eliminado. Durante a guerra, Golias tinha sido relativamente amigável com os vizinhos de Kasakela quando os encontros ocorreram. No entanto, sua bondade não foi correspondida e ele foi morto. Restaram apenas três machos Kahama: Charlie, o jovem chimpanzé Sniff e um outro chimpanzé chamado Willy Wally, que estava paralisado por poliomielite. Sem uma chance de contra-atacar, Charlie foi morto em seguida. Após sua morte, Willy Wally desapareceu e nunca foi encontrado. O último macho remanescente de Kahama, o jovem Sniff, sobreviveu por mais de um ano. Por algum tempo, o contexto deu a impressão de que ele poderia fugir para uma nova comunidade ou ser aceito de volta aos Kasakelas, mas não teve nenhum sucesso. Sniff também foi eliminado pelo grupo de extermínio de Kasakela. Das fêmeas de Kahama, uma foi morta, duas desapareceram e três foram espancadas e sequestradas pelos machos Kasakela. Os chimpanzés de Kasakela então conseguiram retomar o antigo território do Kahama.
Esses ganhos territoriais não foram permanentes, no entanto. Com o desaparecimento do grupo de Kahama, o território agora pertencia a Kasakela e colidia diretamente com o território de outra comunidade de chimpanzés, chamada Kalande. Intimidados pela força e número superior de primatas em Kalande, bem como por breves e violentos combates ao longo de sua fronteira, os Kasakela rapidamente desistiram de grande parte de seu novo território. Além disso, quando eles voltaram para Kasakela no norte, foram assediados por forasteiros de outra comunidade chamada Mitumba, que também superavam a comunidade Kasakela em número. Por fim, as hostilidades cessaram e a ordem normal das coisas foi restaurada.

## Efeitos sobre Goodall
A eclosão da guerra foi um choque perturbador para Goodall, que anteriormente considerava os chimpanzés, embora semelhantes aos seres humanos, "bastante legais" em seu comportamento. Juntamente com a observação em 1975 de um caso de infanticídio canibal por uma fêmea de alto escalão na comunidade, a violência da guerra de Gombe revelou pela primeira vez a Goodall o "lado negro" do comportamento dos chimpanzés.  Ela ficou profundamente perturbada com esta revelação; em suas memórias Uma Janela Para a Vida: 30 Anos com Chimpanzés da Tanzânia, ela escreveu:
Por vários anos, lutei para aceitar esse novo conhecimento. Frequentemente, quando eu acordava durante a noite, imagens horríveis surgiam espontaneamente em minha mente - Satanás [um dos macacos], colocando a mão em concha abaixo do queixo de Sniff para beber o sangue que brotou de um grande ferimento em seu rosto; o velho Rodolf, geralmente tão benigno, de pé para arremessar uma pedra de quatro libras no corpo prostrado de Godi; Jomeo arrancando uma tira de pele da coxa de Dé; Figan, atacando e acertando, repetidamente, o corpo ferido e trêmulo de Golias, um de seus heróis de infância (...).

## Legado

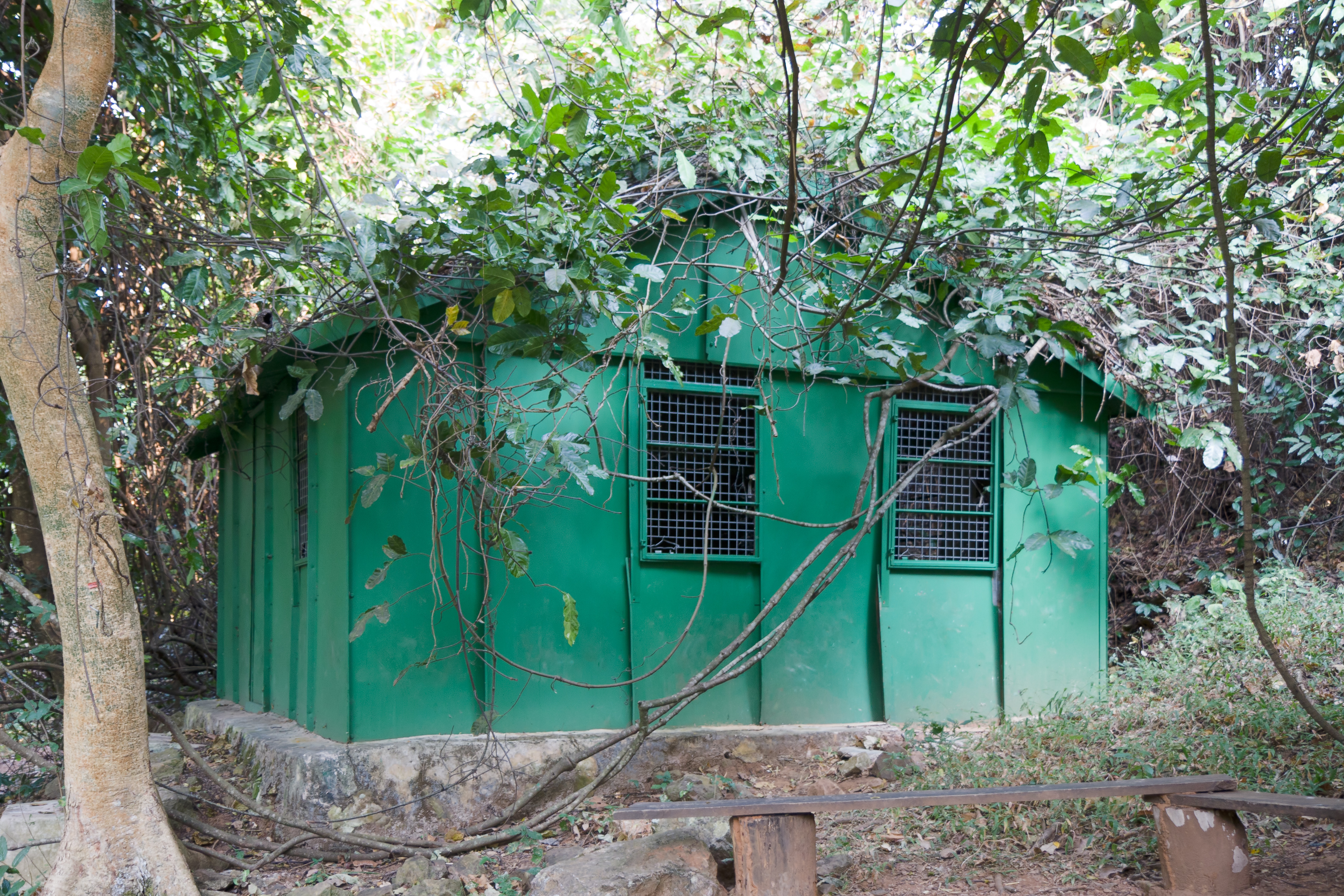
Estação de alimentação onde Goodall costumava alimentar os chimpanzés de Gombe

Quando Goodall relatou os eventos da Guerra de Gombe, seu relato de uma guerra que ocorria naturalmente entre chimpanzés não foi universalmente aceito. Na época, os modelos científicos de comportamento humano e animal virtualmente nunca se sobrepunham. Alguns cientistas a acusaram de antropomorfismo excessivo; outros sugeriram que sua presença e sua prática de alimentar os chimpanzés criaram um conflito violento em uma sociedade naturalmente pacífica. No entanto, pesquisas posteriores usando métodos menos intrusivos confirmaram que as sociedades de chimpanzés, em seu estado natural, travam a guerra. Um estudo de 2018 publicado no American Journal of Physical Anthropology concluiu que a Guerra de Gombe foi provavelmente uma consequência de uma luta pelo poder entre três machos de alto escalão, exacerbada por uma escassez incomum de fêmeas férteis.